# Hacıyakup, Merzifon
Hacıyakup là một xã thuộc huyện Merzifon, tỉnh Amasya, Thổ Nhĩ Kỳ. Dân số thời điểm năm 2010 là 132 người.